# سینما بهمن کاشان
سینما بهمن یا مجتمع سینمایی کاشان یک سینما در شهر کاشان، ایران است.
این سینما در سال ۱۳۵۳ با نام «بیتا» شروع به فعالیت نمود. بعد از انقلاب به «بهمن» تغییر نام داد و در اختیار دادگستری کاشان قرار گرفت و در اوایل دهه ۶۰ به حوزه هنری واگذار گردید. این سینما در سال ۱۳۷۶ بازسازی و با سه سالن با ظرفیت ۸۰۰ صندلی به نام‌های بهمن، صبا و سپهر شروع به فعالیت کرد و درسال ۱۳۸۶ مجدد مورد بازسازی قرار گرفت و سالن‌های آن به یک و دو و سه تغییر نام دادند.